# Passos (Minas Gerais)
Passos − miasto w Brazylii położone w południowo-wschodniej części stanu Minas Gerais na wysokości 739 metrów nad poziomem morza. W roku 2005 na obszarze 1339,2 km² mieszkało około 110 tys. mieszkańców.